# Pauline avibella
Pauline avibella — вид черепашкових ракоподібних  силурійського періоду. Викопне цього виду знайдено в  Англії (Херефордшир), рідкісна збереженність: скам'янінню піддався не тільки зовнішній скелет, але і м'які тканини, включаючи кінцівки, очі, зябра і травну систему. Сточуючи знайдений зразок шар за шаром, вдалося створити повну тривимірну модель тварини.

## Ресурси Інтернету
- Палеонтологи знайшли давнє ракоподібне рекордної збереженості [Архівовано 26 квітня 2014 у Wayback Machine.]

| Цератопс | Це незавершена стаття з палеонтології. Ви можете допомогти проєкту, виправивши або дописавши її. |